# 관저중로
관저중로(Gwanjeojung-ro)는 대전광역시 서구 관저동 구봉정삼거리 서구 관저동 관저네거리를 잇는 도로이다.

## 주요 경유지
대전광역시
- 서구 (관저동)

## 노선
| 이름            | 접속 노선             | 소재지     | 소재지 | 비고 |
| --------------- | --------------------- | ---------- | ------ | ---- |
| 구봉정삼거리    | 구봉산북로            | 대전광역시 | 서구   |      |
| 선암초교네거리  | 구봉로                | 대전광역시 | 서구   |      |
| (이름 없음)     | 관저로                | 대전광역시 | 서구   |      |
| 관저네거리      | 국도 제4호선 (계백로) | 대전광역시 | 서구   |      |
| 도안대로와 직결 |                       |            |        |      |

## 주요 건물 및 시설
- 대전선암초등학교 (관저중로 61/관저동 1152)
- 관저2동행정복지센터 (관저중로 82/관저동 1104)
- KT 플라자 관저점 (관저중로 84/관저동 1022)
- 롯데리아 대전관저점 (관저중로 98/관저동 1008)
- 피자마루 대전관저점 (관저중로 98/관저동 1008)
- KT 플라자 관저중로점 (관저중로 98/관저동 1008)